# District de Jamui
Le district de Jamui est un district de l'état du Bihar, en Inde.

## Géographie
Au recensement de 2011, sa population compte 1 756 078 habitants.
Son chef-lieu est la ville de Jamui. 